# Changre
Changre (nep. चांगरे) – gaun wikas samiti we wschodniej części Nepalu w strefie Kośi w dystrykcie Bhojpur. Według nepalskiego spisu powszechnego z 2001 roku liczył on 626 gospodarstw domowych i 3654 mieszkańców (1914 kobiet i 1740 mężczyzn).